# 北海道大野農業高等学校
北海道大野農業高等学校（ほっかいどうおおののうぎょうこうとうがっこう、Hokkaido Ono Agricultural High School）は、北海道北斗市にある公立（道立）の農業高等学校。

## 設置学科
- 農業科学科
- 園芸福祉科
- 食品科学科

## 沿革
- 1941年 - 北海道庁立大野農業学校として開校
- 1947年 - 北海道立大野農業学校と改称
- 1948年 - 北海道立大野農業高等学校と改称
- 1950年 - 北海道大野農業高等学校と改称

## 部活動

### 駅伝部男子
- 1954年　全国高校駅伝第9位入賞
- 1956年　全国高校駅伝第7位入賞
- 1960年　全国高校駅伝第24位
- 1961年　全国高校駅伝第29位
- 1962年　全国高校駅伝第28位

### 相撲部
- 1971年　インターハイ団体準優勝
- 1972年　インターハイ団体準優勝
- 1973年　インターハイ団体ベスト８
- 1982年　全国高校相撲十和田大会団体第３位
- 1988年　インターハイ団体ベスト16
- 1989年　インターハイ団体ベスト8
- 1992年　インターハイ団体ベスト16
- 2024年　全国高等学校相撲選抜大会団体第5位

### その他
- 剣道部
- 野球部
- サッカー部
- 陸上部
- ソフトテニス部
- バドミントン部
- バスケットボール部
- 女子バレー部
- ラグビー部
- フェンシング部
- 郷土史部
- ボランティア部
- 茶道部
- 美術部
- 演劇部
- 吹奏楽部
- 新聞局

放送局

## 出身者
- 池田達雄（北斗市長）
- 高谷寿峰（元北斗市長）
- 布施美樹（隻腕力士・同校教諭・相撲部監督）
- 一山本大生（大相撲力士。放駒部屋所属）